# Ганзак, Ян
Ян Ганзак (чеш. Jan Hanzák, 01 сентября 1923, Прага, Первая Чехословацкая республика — 20 сентября 1994, Прага, Чешская Республика) — чешский учёный-орнитолог, писатель, фотограф, доктор естественных наук (RNDr.), руководитель и вице-председатель Чешского орнитологического общества, популяризатор и защитник природы. В странах бывшего Советского Союза известен как автор популярного в 1970—80-х годах красочно иллюстрированного издания «Иллюстрированная энциклопедия птиц», которое переиздавалось несколько раз.

## Краткая биография
Ян Ганзак родился 01 сентября 1923 года в Праге, в то время столице Первой Чехословацкой республики, юность провёл в Быстржице недалеко от Бенешова. В 1943 году окончил учёбу. После Второй мировой войны окончил факультет естественных наук Карлова университета в Праге, в 1946 году начал работать в зоологическом отделе Национального музея, в котором проработал всю свою профессиональную жизнь. Выдающийся чешский орнитолог и зоолог, многолетний руководитель и вице-председатель Чешского орнитологического общества, он был также известен в зарубежных профессиональных кругах. Он является автором или соавтором более ста научных работ. Наиболее известны семитомная энциклопедия «Světem zvířat» (Мир животных) и «Velký obrazový atlas ptáků» (Большой иллюстрированный атлас птиц). Он внес свой вклад в юридическую охрану пруда Велки Тисы в Тршебоньском районе и построил здесь первую полевую станцию Чешского орнитологического общества, которая до сих пор пользуется большой популярностью и посещается его членами. Умер 20 сентября 1994 года в Праге.

## Книги
К самым известным произведениям Яна Ганзака относится семитомная энциклопедия «Světem zvířat» (Мир животных), впервые опубликованная издательством SNDK в 1965 году, а второй раз десять лет спустя в издательстве «Albatros». В 1974 году в издательстве «Artia» был опубликован «Velký obrazový atlas ptáků» (Большой иллюстрированный атлас птиц), переведённый в том числе на русский язык и изданный под названием «Иллюстрированная энциклопедия птиц».